# Rosapha bicolor
Rosapha bicolor är en tvåvingeart som först beskrevs av Jacques-Marie-Frangile Bigot 1877.  Rosapha bicolor ingår i släktet Rosapha och familjen vapenflugor. Inga underarter finns listade i Catalogue of Life.